# Hülsen (Elberfeld)
Hülsen oder In den Hülsen ist eine Ortslage in der bergischen Großstadt Wuppertal.

## Lage und Beschreibung
Hülsen liegt auf einer Höhe von 218 m ü. NHN im Westen des heutigen Wohnquartiers Zoo im Stadtbezirk Elberfeld-West in einem Villenviertel, das als „der Boltenberg“ bekannt ist, südlich von Sonnborn an der Straße Zur Waldesruh. Benachbarte Ortslagen sind Sonnborn, Oben vorm Steeg, Unten vorm Steeg, Hammerstein, Boltenberg, Pickartsberg und die Untere Rutenbeck.
Etymologisch steht Hülsen für die Bezeichnung Stechhülsen, für Stechpalmen (Ilex).

## Geschichte
1815/16 besaß der Ort 22 Einwohner. Auf der Topographischen Aufnahme der Rheinlande von 1824 ist die Ortslage mit Hütten beschriftet.
1832 gehörte Hülsen zur Pickartsberger Rotte des ländlichen Außenbezirks des Kirchspiels Elberfeld. Der laut der Statistik und Topographie des Regierungsbezirks Düsseldorf als Kotten kategorisierte Ort wurde als In den Hülsen bezeichnet und besaß zu dieser Zeit drei Wohnhäuser und sechs landwirtschaftliche Gebäude. Zu dieser Zeit lebten 53 Einwohner im Ort, elf katholischen Glaubens und 42 evangelischen Glaubens.
Auf den Karten von 1824 und 1843 ist die Ortslage mit Hülsen beschriftet, auf der Karte von 1894 ohne Namen. Als Ortsbezeichnung erscheint Hülsen im Adressbuch von 1850, eine Straßenbenennung erfolgte zwischen 1875 und 1886.
1869 erwarb Hugo Baum das Gut Boltenberg. Sieben Jahre später, 1876 erwarb er die benachbarten Güter Pickartsberg und Hülsen. Die Bahnstrecke Elberfeld-Cronenberg „Burgholzbahn“ wurde 1891 an Hülsen vorbei gebaut. 1906 entstand auf dem Gelände von Hülsen, die Villa Waldesruh. Der Straßenabschnitt In den Hülsen wurde 1935 in den Namen Zur Waldesruh umbenannt.